# Абдель-Вагаб Таваф
Абдул-Вагаб Хади Мохсін Таваф (Abdul Wahab Hadi Mohsin Tawaf) — єменський дипломат. Надзвичайний і Повноважний Посол Ємену в Сирії (2008—2011).

## Життєпис
3 вересня 2008 року — призначений на посаду Надзвичайного і Повноважного Посла Ємену в Сирії.
21 березня 2011 року — оголосив про свою відставку з посади посла, після розстрілу в столиці Ємену місті Сана протестувальників проти діючого Президента Алі Абдалла Салеха, в результаті чого загинуло 52 студента. Підтримавши тим самим Революцію в Ємені
|  | Ми наближаємося до діалогу, який об'єднає всі ефективні політичні сили на єменській сцені. Ми зіткнемося з складними проблемами та різними поглядами щодо стилю та форми нашої майбутньої правлячої системи. Безсумнівно, деякі представники мають програми, які представлятимуть великі загрози нам в найближчі часи. Крім того, деякі вдадуться до виправдання та обґрунтування для нав'язування своїх бажань - або ж вони вийдуть з конференції з діалогу. На цьому етапі ми помічаємо, що більшість політичних сил погоджуються з необхідністю більш безпечного Ємену. Вони також погоджуються з необхідністю переведення цілей Молодіжної революції у прийняття ефективних рішень та видів, які покращують ситуацію в Ємені. |